# Alexander Metselaar
Alexander Metselaar (Brugge, 9 oktober 1989) is een Vlaams musicalacteur.
Metselaar is bekend geworden als de winnaar van Domino, de zoektocht, een televisiewedstrijd op VTM, waarmee hij de hoofdrol won in Domino de musical won.

Later speelde hij Paul Colin in Josephine B, de musical-revue van Judas Theaterproducties. Voor Uitgezonderd Theaterproducties speelde hij mee in de educatieve voorstellingen Raket naar de Maan en Stelling van A. 
In 2014 speelde hij ook mee in de musical '14-'18 van Studio 100 in het ensemble en als understudy Jan.
In 2015 was Alexander te zien als Andreas Quaghebeur in 'De Quaghebeurs', een West-Vlaamse komedie van Jeroen Maes. Je kon Alexander ook aan het werk zien in de zomerrevues van Luc Caals in Blankenberge. Alexander vertolkte ook enkele gastrollen in onder meer 'Aspe' en 'Crème de la Crème'. In 2018 ging Alexander opnieuw mee op tournee met Het Prethuis in de rol van Jaap in 'De Scheve Schaats'. Voor het 10-jarig bestaan van Het Prethuis vertolkte de acteur opnieuw de rol van Andreas Quaghebeur in de herneming van 'De Quaghebeurs' in 2022. Sinds datzelfde jaar draagt Alexander ook zijn steentje bij aan de Grote Sinterklaasshow van Studio 100. Vanaf januari 2025 gaat hij op tournee met Het Prethuis met de voorstelling 'Deuren Durnez NV' in de rol van Ronny.    